# Премія (фільм, 1974)
«Премія» (рос. «Премия») — радянський художній фільм режисера Сергія Мікаеляна, знятий в 1974 році за сценарієм Олександра Гельмана (виробнича драма), пізніше перероблений на п'єсу «Протокол одного засідання». Фільм у прокаті подивилося 12,9 мільйонів глядачів.

## Сюжет
Дія відбувається в СРСР в 1970-х роках. Фільм вирішений в камерному стилі, і майже вся дія розгортається в одному приміщенні. Рядове засідання парткому будівельного тресту перетворюється в серйозну розмову про проблеми планового господарства, і починає його простий бригадир Василь Потапов. Потапов і вся його бригада (17 осіб) відмовляються від премії, яка видана за результатами року всім працівникам тресту № 101 за перевиконання плану. Справа в тому, що в минулому році керівництво тресту клопотало перед головком про коригування встановленого плану «з об'єктивних причин». План був скорочений, завдяки чому в цьому році трест перевиконав його і навіть посів третє місце в соцзмаганні. Бригадир Потапов душею вболіває за роботу, не може терпіти простоїв і безладу, стверджуючи, що всі причини скорочення плану — внутрішні, і вони могли бути подолані самим трестом при належній організації праці. Кілька учасників засідання, і перш за все керуючий трестом Батарцев, спочатку намагаються поставити «бунтівника» на місце. Однак парторг Соломахін підтримує виступ Потапова, маючи намір розібратися в ситуації. Далі з'ясовується, що бригадир ретельно підготувався до свого демаршу. Його бригада за допомогою співробітника планового відділу Діни Мілєніної провела глибокий економічний аналіз і предметно обґрунтувала, що у тресту не було об'єктивних причин для скорочення плану, і він міг би його виконати. Потапов вносить пропозицію — повернути премію, отриману трестом нечесно і незаконно. Виступ Потапова спонукає кожного учасника зборів висловити свою принципову позицію. Несподівано хід засідання перериває телефонний дзвінок. З'ясовується, що тільки що семеро членів бригади Потапова все ж отримали премію. Поникнувши, бригадир мовчки залишає засідання. Збираються розійтися й інші комуністи, але секретар парткому Соломахін зупиняє їх. За його словами, те що Потапов пішов, в принципі нічого не змінює. Проблема все одно залишилася, і Соломахін виносить на голосування рішення про відмову від річної премії всім трестом. В результаті більшістю голосів, включаючи Батарцева, пропозиція Потапова приймається.

## У ролях
- Євген Леонов — бригадир Василь Трифонович Потапов
- Володимир Самойлов — керуючий трестом Павло Омелянович Батарцев
- Олег Янковський — секретар парткому Лев Олексійович Соломахін
- Михайло Глузський — начальник планового відділу Борис Петрович Шатунов
- Армен Джигарханян — головний диспетчер Григорій Іванович Фроловський
- Ніна Ургант — економіст Діна Павлівна Міленіна
- Віктор Сергачов — інженер з техніки безпеки Роман Кирилович Любаєв
- Леонід Дьячков — начальник БМУ Віктор Миколайович Черніков
- Борислав Брондуков — виконроб Олександр Олександрович Зюбін
- Світлана Крючкова — кранівниця Олександра Михайлівна Мотрошилова
- Олександр Пашутін — бригадир Олег Іванович Кочнов
- Михайло Семенов — комсорг бригади Толя Жариков

## Знімальна група
- Автор сценарію:  Олександр Гельман
- Режисер-постановник:  Сергій Мікаелян
- Головний оператор:  Володимир Чумак
- Художники-постановники:  Борис Бурмістров,  Михайло Іванов